# مذهب العري

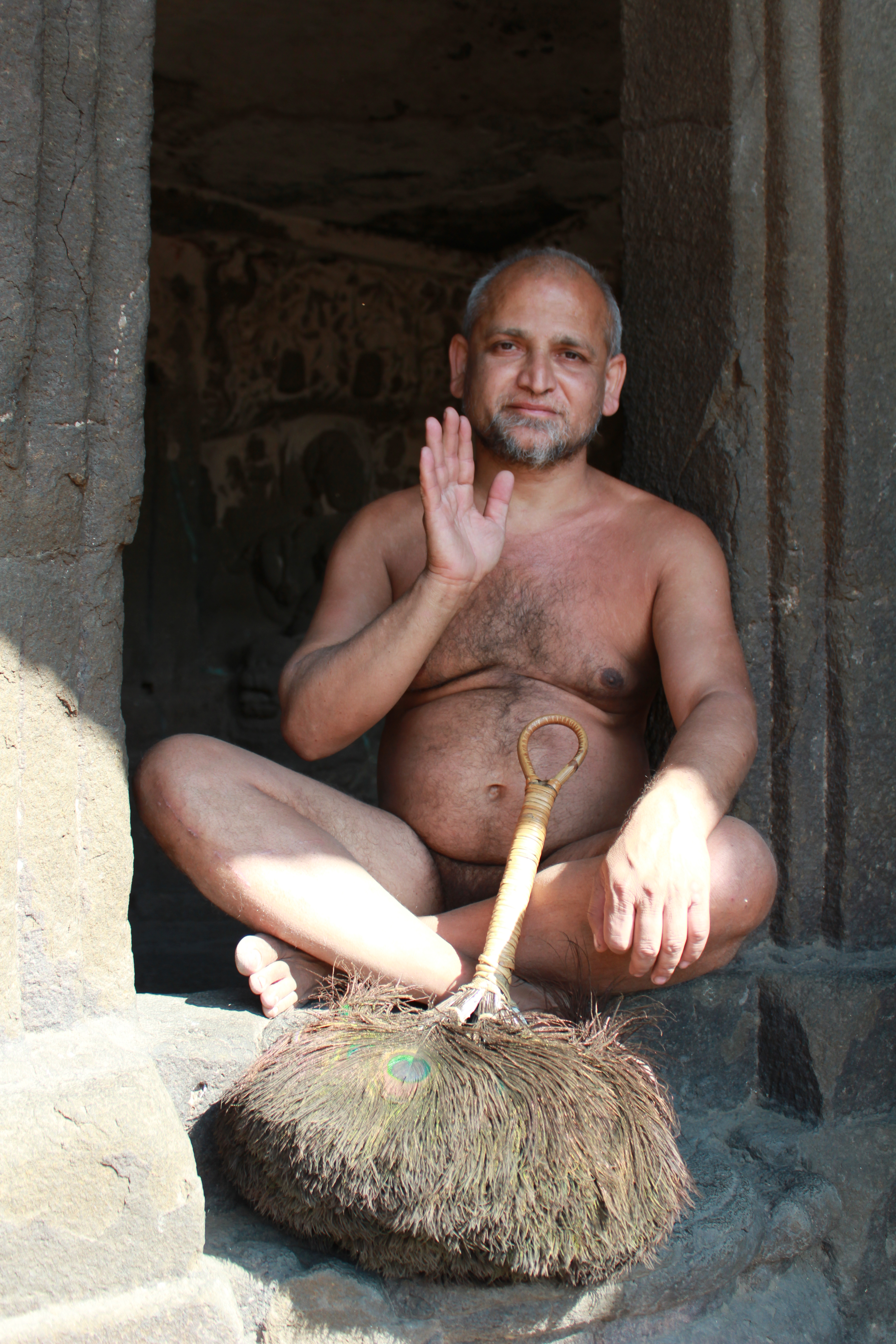
لا يرتدي رهبان طائفة ديغامبارا في الجاينية الثياب بسبب إيمانهم بالزهد الشديد.

مذهب العري أو التعري أو الطبيعيناتية أو مذهب الطبيعة (بالإنجليزية: Naturism)‏ هي حركة ثقافية وفلسفية تدافع عن ممارسة الحياة بدون ملابس، حيث تبرر ذلك بضرورة حصول الجسم على منافع بدنية كوصول أشعة الشمس والهواء النقي، كما تدعي الحركة أنها تصحح الوضع الطبيعي للإنسان وتبرز وتعزز ثقتهم وإعجابهم بأنفسهم، ولكن منتقدي الحركة هاجموها واتّهموها بنشر الفحش، وقد انطلقت الفكرة من ألمانيا حيث كان الألماني ريشارد أونوجويتر أول من نادى بمذهب التعري حيث ألّف كتاب أسماه التعري عام 1906 ولكن الفكرة لاقت معارضة ومنعت من قبل النازية، ثم انتشرت إلى المملكة المتحدة وكندا والولايات المتحدة.
- الفلسفة -
ينبع مذهب التعري عن مصادر فلسفية عدة ويعني أمورًا مختلفة وفقًا للاعتقادات والآراء الشخصية لكل فرد، حيث لا يوجد تعريف موحد للمذهب، ولكن عرفه الاتحاد الدولي الطبيعاني (INF) عام 1974 على أنه:
«نمط حياة في انسجام مع الطبيعة يتميز بممارسة التعري الاجتماعي بنية التشيجع على احترام الذات واحترام الآخرين ومن أجل البيئة.»
يقع المؤمنون بمذهب التعري على نهاية الطيف الفكري حيث أنهم يستمتعون بالتواجد وعيش الحياة دون الثياب ليس إلا، أما معتنقو مذهب الطبيعانية فيعدون التعري إحدى المبادئ الهامة الساعية للالتحام مع البيئة.
تعود الفلسفة الطبيعانية لمصادر عدة معظمها يرجع لأفكار الرشاقة والصحة التي انتشرت في ألمانيا وإنجلترا خلال مطلع القرن العشرين، ولكن مبادئ ومفاهيم عودة الإنسان للطبيعة وإرساء المساواة لها جذور تاريخية وفكرية أعمق من ذلك بكثير.

## الزهد والتعري الديني
اجتمع الإسكندر الأكبر في الهند خلال القرن الرابع قبل الميلاد جماعات متجولة من الرجال العراة وأطلق عليهم تسمية «الفلاسفة العراة». انبهر الفيلسوف بيرو وهو من متبعي مذهب الشكوكية من الأمر وقام بإدخال التعرية إلى فلسفته.
لا يقوم الرهبان الذكور من طائفة ديغامبار وهي إحدى أكبر فرقتين في الدين الجايني بارتداء أي ثياب بسبب معتقداتهم حول الزهد والتقشف الروحي.